# Алі ан-Насір бін Салах
Алі ан-Насір бін Салах (араб. الناصر علي بن صلاح; помер 1329) – імам Зейдитської держави у Ємені. Проголосив свій імамат разом з двома іншими претендентами Ях'я аль-Муайядом та Ахмадом бін Алі аль-Фатхі.